# チュラポーン
チュラポーン（Her Royal Highness Princess Chulabhorn Walailak, the Princess Srisavangvadhana Vorakhattiya Rajanari、タイ語:สมเด็จพระเจ้าน้องเธอ เจ้าฟ้าจุฬาภรณวลัยลักษณ์ อัครราชกุมารี กรมพระศรีสวางควัฒน วรขัตติยราชนารี、1957年7月4日 - ）は、タイ王国の王族。ラーマ9世国王とシリキット王妃の間に生まれた三女（第4子）であり、ラーマ10世国王の妹である。
1982年、タイ王国空軍大尉のウィーラュット・ディットヤサリン（Virayudh Didyasarin）と結婚し、2人の娘（シリパージュターポーン（Siribhachudhabhorn）、アーティッタヤートーンキティグン（Adityadhornkitikhun））がいる。
王族以外の男性と結婚したため、王位継承権こそないものの、彼女は博学で、学術研究においても様々な業績を残しており、チュラポーン研究所（Chulabhorn Research Institute）の所長も勤めている。
タイの王族の中では日本の皇室行事などで比較的よく訪日している。
| チュラポーン チャクリー王朝 1957年7月4日 - 存命中 |                                 |                                      |
| 先代 シリントーン                                 | タイ王位継承順位 第5位          | 次代 シリパー ジュタポーン           |
| 儀礼席次                                          |                                 |                                      |
| 先代 シリントーン                                 | 第5位 チュラポーン ワライラッグ | 次代 ウボンラッタナ ラーチャカンヤー |